# Зимнича
Зимнича (рум. Zimnicea, буг. Зимнич) град је у у крајње јужном делу Румуније, у историјској покрајини Влашка. Зимнича је четврти по важности град у округу Телеорман.
Зимнича према последњем попису из 2002. има 15.672 становника.

## Географија
Град Зимнича налази се на граници Румуније са Бугарском (гранична река Дунав, наспрам Свиштова). То је и најјужнији град у целој држави. Такође, град припада историјској покрајини Влашке (југозападни део њеног источног дела Мунтеније), око 130 km југозападно до Букурешта.
Зимнича је смештена на реци Дунав (који је граница), у средишњем делу Влашке низије. Надморска висина града је 33 м. Град је и веома битна румунска лука на Дунаву.

## Прошлост
У месту је славни српски богаташ, трговац и бродовласник "Капетан Миша" - Миша Анастасијевић имао своју привремену "камарашију". Била је то трговачка агенција састављена од неколико чиновника: пословођа, секретар, новчар (касир), две кантарџије и чувар.

## Становништво
У односу на попис из 2002., број становника на попису из 2011. се смањио.
| 1966.  | 1977.  | 1992.  | 2002.  | 2011.  |
| ------ | ------ | ------ | ------ | ------ |
| 13.231 | 13.964 | 17.128 | 15.672 | 14.058 |

Румуни чине већину становништва Зимниче, а од мањина има само Рома.